# Bernhard Watzl
Bernhard Watzl (* 1957) ist ein deutscher Ernährungswissenschaftler.

## Leben und Wirken
Bernhard Watzl studierte 1977 bis 1983 an der Universität Gießen Haushalts- und Ernährungswissenschaften. Danach war er wissenschaftlicher Mitarbeiter am Institut für Ernährungswissenschaften der Universität Gießen und wurde 1988 mit einer Arbeit über die Wirkung von Weizen auf das Immunsystem des Menschen zum Dr. oec. troph. promoviert. 1989 wurde er wissenschaftlicher Mitarbeiter am Alcohol Research Center des College of Medicine der University of Arizona in Tucson. Von 1992 bis 1996 war er auswärtiges Mitglied des Colleges of Medicine.
1992 wurde er wieder wissenschaftlicher Mitarbeiter am Institut für Ernährungswissenschaften in Gießen. 1993 begann er an der Bundesanstalt für Ernährung als Projektmitarbeiter, ab 1996 baute er den Arbeitsbereich „Ernährung und Immunsystem“ auf. Ab 1997 war er an der Organisation und Durchführung des „Karlsruhe Nutrition Symposiums“ beteiligt, das 2009 in die jährliche „Max Rubner Conference“ überging.
Seit 2004 ist er Mitglied des Präsidiums der Deutschen Gesellschaft für Ernährung. Ab 2013 war er Mitglied des Wissenschaftlichen Präsidiums, und ab 2019 Vizepräsident der Gesellschaft.
2005 habilitierte er sich an der Universität Gießen und erhielt einen Lehrauftrag am Karlsruher Institut für Technologie. 2010 wurde er dort außerplanmäßiger Professor an der Fakultät Chemieingenieurwesen und Verfahrenstechnik. Er arbeitet als Gutachter für europäische Förderinstitutionen und Initiativen und wurde in das Projekt Passclaim (Process for the Assessment of Scientific Support for Claims on Foods) der Europäischen Union berufen.
Ab 2009 war er kommissarischer Leiter des Instituts für Physiologie und Biochemie der Ernährung am Max Rubner-Institut, 2016 wurde er Direktor des Instituts. 2022 ging er in den Ruhestand. 

## Forschung
Ein Schwerpunkt der Forschung von Bernhard Watzl ist der Einfluss von einzelnen Lebensmittelinhaltsstoffen auf Immunfunktionen, insbesondere die Wirkungen von Pro- und Präbiotika, sekundären Pflanzenstoffen sowie Alkohol. Seit 2009 ist er auf dem Gebiet der gesundheitlichen Bewertung von Milch und Milcherzeugnissen tätig und wurde zu einem Ansprechpartner in der Politikberatung. Seine Forschungsarbeiten wurden unter anderem durch die Deutsche Forschungsgemeinschaft und durch die Ministerien für Bildung und Forschung, Ernährung und Landwirtschaft und Wirtschaft und international durch die Europäische Wissenschaftsstiftung und den World Cancer Research Fund UK gefördert.

## Schriften
- Wirkungen von Weizenvollkorn und Weizenkleie-Extrakt auf das Immunsystem des Menschen. Dissertation. Universität Gießen 1988. Wissenschaftlicher Fachverlag Fleck, Gießen-Niederkleen 1988, ISBN 3-925834-25-7.
- mit Ronald R Watson (Hrsg.): Nutrition and Alcohol. CRC, Boca Raton 1992, ISBN 0-8493-7933-4.
- Mitarbeit: Vollwert-Ernährung. Konzeption einer zeitgemäßen Ernährungsweise. 7. Auflage. Haug, Heidelberg 1993, ISBN 3-7760-1346-X.
- mit Claus Leitzmann: Bioaktive Substanzen in Lebensmitteln. Hippokrates, Stuttgart 1995, ISBN 3-7773-1115-4. 3. Auflage 2005, ISBN 3-8304-5308-6.
- Immunmodulatorische Wirkungen nicht-essenzieller Lebensmittelinhaltsstoffe. Habilitationsschrift. Universität Gießen 2005, DNB 974396699.

Bernhard Watzl ist Autor bzw. Mitautor von über 360 Artikeln.